# 巴特勒鎮區 (伊利諾伊州弗米利恩縣)
巴特勒縣區（英語：Butler Township）是位於美國伊利諾伊州弗米利恩縣的一個行政鎮區。

## 地方資料
根據2010年美國人口普查的數據，巴特勒縣區的面積為186.30平方千米，當中陸地面積為186.20平方千米，而水域面積為0.10平方千米。當地共有人口947人，而人口密度為每平方千米5.08人。